# Sandra Gallego i Vicario
Sandra Gallego Vicario (Barcelona, 12 de gener de 1976) és una jugadora de bàsquet catalana, ja retirada; llicenciada en Fisioteràpia i INEF.
Escorta, va formar-se al Club Bàsquet Santa Rosa de Lima i el 1990 va incorporar-se al Segle XXI. Debutà professionalment amb l'Universitari de Barcelona, amb el qual va aconseguir dues Lligues catalanes (1999, 2000). El 2001 va fitxar pel Mann Filter de Zaragoza, tornant a l'UB FC Barcelona dues temporades després. En aquesta segona etapa, va aconseguir dues lligues catalanes i una lliga espanyola. Després de la desaparició del club, va jugar amb el Club Bàsquet Olesa-Espanyol, per retirar-se al final de la temporada 2007-08. Internacional amb la selecció espanyola en 46 ocasions, va ser subcampiona d'Europa en categoria juvenil i júnior, i amb la sènior va guanyar dues medalles de bronze als Campionats d'Europa de bàsquet femení de 2001 i 2005 i una altra de bronze als Jocs del Mediterrani de 2005. Fou capitana de la selecció catalana, amb la qual guanyà el 2008 el primer torneig de la Copa de les Nacions.
Després de la seva retirada, al 2008, fou la primera dona a integrar-se en la Comissió Delegada –l'òrgan executiu– de la Federació Espanyola de Basquetbol i al 2010 a la junta directiva de la Federació Catalana.

## Palmarès
Clubs
- 1 Lliga espanyola de bàsquet femenina: 2004-05
- 1 Supercopa d'Espanya de bàsquet femenina: 2005-06
- 4 Lliga catalana de bàsquet femenina: 1999, 2000, 2003, 2005

Selecció espanyola
- 2 medalles de bronze al Campionat d'Europa de bàsquet femení: 2001, 2005
- 1 medalla de bronze als Jocs del Mediterrani: 2005